# Marcos Cesana
Marcos Cesana (São José do Rio Preto, 1 de setembro de 1966 — São Paulo, 18 de maio de 2010) foi um ator, dramaturgo e roteirista de TV e cinema brasileiro.
Morreu em 18 de maio de 2010 em decorrência de um AVC sofrido dez dias antes.
Cesana participou do filme Lula, o Filho do Brasil, no papel do sindicalista Feitosa. 

## Trabalhos

### Cinema
- Bicho de Sete Cabeças (2001) .... Interno Bil
- Noventa Milhões em Ação (curta-metragem) (2003)
- Veias e Vinhos - Uma História Brasileira (2006)
- Chega de Saudade (2007) .... Garçom Gilson
- Lula, o Filho do Brasil (2009) .... Feitosa
- Reflexões de um Liquidificador (2009) .... Carteiro
- Uma História de Amor e Fúria (2012) .... Feijão

### TV
- Cidadão Brasileiro (2006) .... Pereira
- Casos e Acasos (episódio "A Escolha, a Operação e a Outra", 2008)
- 9mm: São Paulo .... Tavares (13 episódios, 2008-2009)
- A Grande Família .... Farofa (episódio "Nem Tuco Está Perdido", 2009)

### Como roteirista
- Olho de Boi (2008) vencedor do Kikito de melhor roteiro no Festival de Gramado